# Saint-Denis-sur-Ouanne
Saint-Denis-sur-Ouanne korábbi község (település) Franciaországban, Saône-et-Loire megyében. 2016. január 1-jén további 13 korábbi községgel egyesült és azokkal együtt Charny Orée de Puisaye új község része lett.
Lakosainak száma 145 fő (2018. január 1.). Saint-Denis-sur-Ouanne Saint-Martin-sur-Ouanne, Grandchamp, Malicorne és Perreux községekkel határos.

## Népesség
A település népessége az elmúlt években az alábbi módon változott:
| Lakosok száma | 238  | 191  | 140  | 141  | 152  | 138  | 128  | 150  | 145  | 145  |
|               | 1962 | 1968 | 1975 | 1982 | 1990 | 2008 | 2013 | 2015 | 2017 | 2018 |